# چورتوویتسه
چورتوویتسه (به لهستانی:  Czortowice) یک منطقهٔ مسکونی در لهستان است که در گمینا خروبیشوو واقع شده‌است. چورتوویتسه ۱۰۹ نفر جمعیت دارد و ۲۲۰ متر بالاتر از سطح دریا واقع شده‌است.